# Spinellcsoport
A spinellcsoport tagjai szabályos kristályrendszerű oxidok. A III.Oxidok és hidroxidok ásványosztály összetett oxidok alosztályban önálló spinelcsoportot alkotnak, jellemzően a fém:oxid=3:4 arány. A hasonló összetevők alapján szokásos a csoportot 4 sorozatra felosztani. Általános képletük: AB2O4, ahol A= Co, Cu, Fe2+, Ge, Mg, Mn2+, Ni, Ti, Zn, és B= Al, Cr3+, Fe2+, Fe3+, Mg, Mn3+, V3+ lehet.
A csoport neve a latin (spina=csúcs) eredetű, mert jellemző kristályformája az oktaéder vagy annak különböző kombinációi (pl: lemetszett élek), melyeknek 6 csúcsa van. Ritkább a rombdodokaéderes kristályalak.

## Ékszeripari felhasználás
A spinellcsoport magasabb keménységű élénkszínű tagjai a "nemes" spinellek. A piros színt a króm, a kék színt a titán, a zöld színt a vas vagy réz szennyezés eredményezi. A rutil tűs szennyezése szürkéskék csillagspinellt eredményez. Legkeresettebb szín a vérpiros=goutte de sang (vércseppspinell), melyet sokszor tévesztenek a rubinnal . Az ékszeripar a piros magnézium-aluminium spinellt, a  kék cinkspinellt (gahnit), a fekete színű vasspinellt (ceylonit) és rézzel szennyezett sötétkék változatát pleonaszt, és az ugyancsak fekete nikromitot használja. Az ékszeripari elnevezések színek szerintiek: ruby spinell= vörös, rubicella= sárga-narancssárga,  balasrubin= ibolyáspiros, colorspinell= zöld, az  almandinspinell= kékesvörös, cinkspnell (zafirspinell)= kék. Az ékszerspinelleket gyakran hamisítják, mert élénk színük miatt keresettek, megkülönböztetésük csak laboratóriumi vizsgálatok alapján lehetséges.

## A spinellcsoport tagjai

### Spinell-Gahnit sorozat

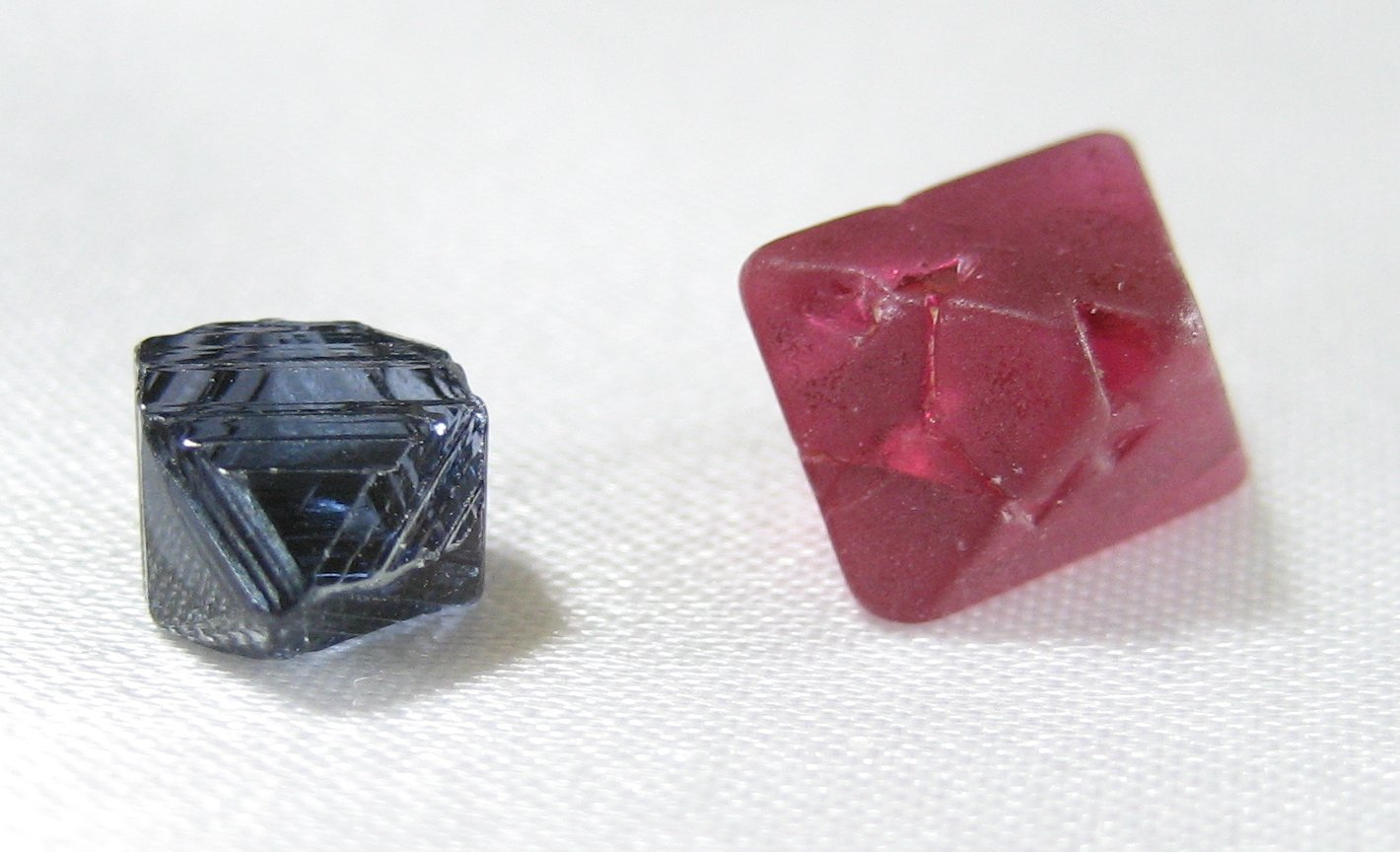
Spinellcsoport kristályaiból

Spinell. (névváltozata: gaanospinell) MgAl2O4.
Gahnit (névváltozat: cinkspinell) ZnAl2O4.
- Sűrűsége:  4,0-4,6 g/cm³.
- Keménysége: 8,0 nagyon kemény ásvány (a Mohs-féle keménységi skála szerint).
- Színe:   kékesszürke, kékesfekete.
- Fénye: üvegfényű.
- Pora:   szürke.
- Átlátszósága:  opak.
- Kémiai összetétele:
- Alumínium (Al) = 29,4%
- Cink (Zn) = 35,7%
- Oxigén (O) = 34,9%

Galaxit (Mn,Mg)(Al,Fe3+)2O4.
- Sűrűsége:  4,23 g/cm³.
- Keménysége: 7,5-8,0 nagyon kemény ásvány (a Mohs-féle keménységi skála szerint).
- Színe:   barnásvörös, fekete.
- Fénye: fémfényű.
- Pora:   barnásvörös.
- Átlátszósága:  opak.
- Kémiai összetétele:
- Mangán (Mn) = 28,6%
- Magnézium (Mg) = 1,4%
- Alumínium (Al) = 29,7%
- Vas (Fe) = 3,2%
- Oxigén (O) = 37,1%

Hercinit (névváltozata:  krizomelán) Fe2+Al2O4.
- Sűrűsége:  3,95 g/cm³.
- Keménysége: 7,5-8,0 nagyon kemény ásvány (a Mohs-féle keménységi skála szerint).
- Színe:   fekete.
- Fénye: üvegfényű.
- Pora:   sötétszürke.
- Átlátszósága:  opak.
- Kémiai összetétele:
- Alumínium (Al) = 31,1%
- Vas (Fe) = 33,1%
- Oxigén (O) = 36,8%

### Magnezioferrit-Franklinit sorozat
Franklinit (Zn,Mn2+,Fe2+)( Fe3+Mn3+)2O4.
- Sűrűsége:  5,14 g/cm³.
- Keménysége: 5,5-6,0  (a Mohs-féle keménységi skála szerint).
- Színe:   barnásfekete,fekete.
- Fénye: fémfényű.
- Pora:   vörösesbarna.
- Átlátszósága:  opak.
- Különleges tulajdonsága: gyengén mágneses
- Kémiai összetétele:
- Mangán (Mn) = 18,5%
- Cink (Zn) = 16,7%
- Vas (Fe) = 37,8%
- Oxigén (O) = 27,0%

Jakobsit (Mn2+ Fe2+,Mg)(Fe3+,Mn3+)2O4.
- Sűrűsége:  4,75 g/cm³.
- Keménysége: 5,5-6,0  (a Mohs-féle keménységi skála szerint).
- Színe:   fekete.
- Fénye: fémfényű.
- Pora:   vörösesfekete.
- Átlátszósága:  opak.
- Különleges tulajdonsága: gyengén mágneses.
- Kémiai összetétele:
- Mangán (Mn) = 26,6%
- Magnézium (Mg) = 1,1%
- Vas (Fe) = 44,2%
- Oxigén (O) = 28,1%

Kuprospinell (névváltozata:  rézspinell) (Cu,Mg)Fe3+2O4.
- Sűrűsége:  5,0-5,2 g/cm³.
- Keménysége: 6,5-7,0 (a Mohs-féle keménységi skála szerint).
- Színe:   sötétzöld.
- Fénye: fémfényű.
- Pora:   sötétszürke.
- Átlátszósága:  opak.
- Kémiai összetétele:
- Magnézium (Mg) = 1,1%
- Vas (Fe) = 48,7%
- Réz (Cu) = 22,3%
- Oxigén (O) = 27,9%

Magnetit. Fe2+Fe3+2O4.
Magnezioferrit Mg Fe3+2O4.
- Sűrűsége:  4,6-4,7 g/cm³.
- Keménysége: 6,0-6,5  (a Mohs-féle keménységi skála szerint).
- Színe:   barnásfekete, fekete.
- Fénye: fémfényű.
- Pora:   sötétvörös.
- Átlátszósága:  opak.
- Kémiai összetétele:
- Magnézium (Mg) = 12,2%
- Vas (Fe) = 55,8%
- Oxigén (O) = 22,0%

Trevorit Ni Fe3+2O4.
- Sűrűsége:  5,15 g/cm³.
- Keménysége: 5,0  (a Mohs-féle keménységi skála szerint).
- Színe:   fekete.
- Fénye: fémfényű.
- Pora:   fekete.
- Átlátszósága:  opak.
- Kémiai összetétele:
- Nikkel (Ni) = 25,1%
- Vas (Fe) = 47,6%
- Oxigén (O) = 27,3%

### Magneziokromit-Cinkkromit sorozat
Cinkkromiit  ZnCr2O4.
- Sűrűsége:  5,3 g/cm³.

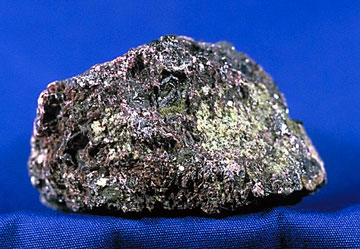
Kromit

- Keménysége: 5,5 (a Mohs-féle keménységi skála szerint).
- Színe:   barnásfekete.
- Fénye: fémfényű.
- Pora:   sötétszürke.
- Átlátszósága:  opak.
- Kémiai összetétele:
- Cink (Zn) = 28,0%
- Króm (Cr) = 44,6%
- Oxigén (O) = 27,4%

Cokromit  (Co,Ni,Fe2+)(Cr,Al)2O4.
- Sűrűsége:  5,22 g/cm³.
- Keménysége: 7,0-7,5  kemény ásvány (a Mohs-féle keménységi skála szerint).
- Színe:   fekete.
- Fénye: fémfényű.
- Pora:   zöld.
- Átlátszósága:  opak.
- Kémiai összetétele:
- Kobalt (Co) = 14,2%
- Nikkel (Ni) =5,6%
- Króm (Cr) = 35,0%
- Alumínium (Al) = 6,4%
- Vas (Fe) = 8,0%
- Oxigén (O) = 30,8%

Kromit. Fe2+Cr2O4.
Magneziokromit MgCr2O4.
- Sűrűsége:  4,2 g/cm³.
- Keménysége: 5,5 (a Mohs-féle keménységi skála szerint).
- Színe:   fekete.
- Fénye: fémfényű.
- Pora:   sötétszürke.
- Átlátszósága:  opak.
- Kémiai összetétele:
- Króm (Cr) = 54,1%
- Magnézium (Mg) = 12,6%
- Oxigén (O) = 33,3%

Manganokromit (Mn. Fe2+)(Cr,V)2O4.
- Sűrűsége:  4,86 g/cm³.
- Keménysége: 5,5 (a Mohs-féle keménységi skála szerint).
- Színe:   szürkésfekete.
- Fénye: fémfényű.
- Pora:   sötétszürke.
- Átlátszósága:  opak.
- Kémiai összetétele:
- Mangán (Mn) = 19,5%
- Króm (Cr) = 43,8%
- Vas (Fe) = 7,4%
- Vanádium (V) = 0,9%
- Oxigén (O) = 28,4%

Nikromit (Ni,Co, Fe2+)(Cr,Fe3+Al)>2O4.
- Sűrűsége:  5,24 g/cm³.
- Keménysége: 6,0-6,5  (a Mohs-féle keménységi skála szerint).
- Színe:   fekete.
- Fénye: fémfényű.
- Pora:   zöldesszürke.
- Átlátszósága:  opak.
- Kémiai összetétele:
- Nikkel (Ni) = 13,3%
- Kobalt (Co) =10,7%
- Króm (Cr) = 30,6%
- Alumínium (Al) = 3,7%
- Vas (Fe) = 12,7%
- Oxigén (O) = 29,0%

### Vuorelainenit-Brunogeierit sorozat
Brunogeierit  (Ge2+,Fe2+)Fe3+2O4.
- Sűrűsége:  5,51 g/cm³.
- Keménysége: 4,5  (a Mohs-féle keménységi skála szerint).
- Színe:   szürke,fekete.
- Fénye: fémfényű.
- Pora:   sötétszürke.
- Átlátszósága:  opak.
- Kémiai összetétele:
- Germánium (Ge) = 22,3%
- Vas (Fe) = 51,5%
- Oxigén (O) = 26,2%

Coulsonit  Fe2+V3+2O4.
- Sűrűsége:  5,1-5,2 g/cm³.
- Keménysége: 4,5-5,0  (a Mohs-féle keménységi skála szerint).
- Színe:   kékesszürke.
- Fénye: fémfényű.
- Pora:   barnásfekete.
- Átlátszósága:  opak.
- Kémiai összetétele:
- Vanádium (V) = 45,9%
- Vas (Fe) = 25,2%
- Oxigén (O) = 28,9%

Magneziocoulsonit  MgV3+2O4.
- Sűrűsége:  4,3 g/cm³.
- Keménysége: 6,0-6,5  (a Mohs-féle keménységi skála szerint).
- Színe:   fekete.
- Fénye: fémfényű.
- Pora:   fekete.
- Átlátszósága:  opak.
- Kémiai összetétele:
- Magnézium (Mg) = 12,8%
- Vanádium (V) = 53,6%
- Oxigén (O) = 33,6%

Qandilit  (Mg,Fe2+)2(Ti,Fe3+,Al)O4.
- Sűrűsége:  4,03 g/cm³.
- Keménysége: 7,0 kemény ásvány (a Mohs-féle keménységi skála szerint).
- Színe:   fekete.
- Fénye: fémfényű.
- Pora:   fekete.
- Átlátszósága:  opak.
- Különleges tulajdonsága: erősen mágneses.
- Kémiai összetétele:
- Magnézium (Mg) = 17,5%
- Vas (Fe) = 27,9%
- Titán (Ti) = 16,0%
- Alumínium (Al) = 3,0%
- Oxigén (O) = 35,6%

Ulvöspinell  TiFe2+2O4.
- Sűrűsége:  4,78 g/cm³.
- Keménysége: 5,5-6,0  (a Mohs-féle keménységi skála szerint).
- Színe:   fekete.
- Fénye: fémfényű.
- Pora:   sötétszürke.
- Átlátszósága:  opak.
- Kémiai összetétele:
- Titán (Ti) = 21,4%
- Vas (Fe) = 49,9%
- Oxigén (O) = 28,7%

Vuorelainenit (Mn,2+ Fe2+)(V3+,Cr3+)2O4.
- Sűrűsége:  4,64 g/cm³.
- Keménysége: 6,5-8,0  (a Mohs-féle keménységi skála szerint).
- Színe:   barnásszürke, zöldesfekete.
- Fénye: fémfényű.
- Pora:   sötétszürke.
- Átlátszósága:  opak.
- Kémiai összetétele:
- Mangán (Mn) = 18,6%
- Vanádium (V) = 34,5%
- Króm (Cr) = 11,7%
- Vas (Fe) = 6,3%
- Oxigén (O) = 28,9%